# Птеригопліхт
Птеригопліхт (Pterygoplichthys) — рід риб триби Pterygoplichthyini з підродини Hypostominae родини Лорікарієві ряду сомоподібні. Має 16 видів. Раніше деякі види даного роду були виділені в інші роди — Glyptoperichthys та Liposarcus. Зараз всіх сомів помістили назад у рід птеригопліхт. Інша назва «вітрилоплавцевий сом». Наукова назва походить від грецьких слів πτέρυγ — «крило», «плавець», hoplon — «зброя» і ἰχθύς — «риба».

## Опис
Загальна довжина представників цього роду коливається від 27 до 70 см. Голова доволі велика, морда дещо витягнута. З боків проходять збільшені кісткові пластинки, проте одонтоди (шкіряні зубчики) майже відсутні. Очі маленькі або середнього розміру, розташовані у верхній частині голови. Рот нахилено донизу, являє собою своєрідну присоску. Тулуб кремезний, подовжений, вкрито кістковими пластинками. Мають збільшений кишківник. Шлунок значно розширено у задній частині, де утворюється мішечок, який переходить у розвинену судинну мережу. Спинний плавець великий та довгий з 9-13 м'якими променями та 1 жорстким променем (шипом). Жировий плавець маленький. Хвостове стебло звужується. Грудні плавці великі й довгі, трикутної форми. Черевні плавці коротше за грудні, проте ширші або такі ж самі. Анальний плавець маленький, більший за жировий. Хвостовий плавець витягнутий, з довгими лопатями або цільний помірно широкий.
Забарвлення однотонне: сіро-коричневе або темно-(світло-) коричневе. По основному фону проходить малюнок, що складається зі світлих або темних плям чи смуг різної кількості та розміру.

## Спосіб життя
Це демерсальні риби. Воліють до прісних водойм. Зустрічаються в озерах, ставках, лагунах і розливах з бідними киснем водами. Використовують додаткове повітряне дихання. Воліють багнюки, мулистих або глинястих ґрунтів, що завалені корчами, але іноді сомів виловлюють на річкових потоках зі швидкою течією. Доволі життєстійкі, витягнуті з води здатні прожити 30 годин. Активні вночі або у присмерку. Живляться синьо-зеленими, діатомовими водоростями, детритом і замшілою деревиною, а також хробаками й личинками комах, яких засмоктує ротом. Також споживає падло.
Статева зрілість настає при розмірі 40-50 см. Розмножуються 1 раз на рік. Самці грудними плавцями викопують ями або на кшталт тунелів в мулі або землі, куди самиця відкладає ікру. За майбутнім потомством доглядає зазвичай самець, хоча є види, де ікру охороняють самиця і самець.

## Розповсюдження
Мешкає у басейні річок Амазонка, Оріноко, Маранон, Укаялі, Уругвай, Мадейра, Парана, Парнаїбо, Сан-Франсиску, озері Маракайбо. Цих соми також акліматизовані у південних штатах США, на Гавайських островах, південній Мексиці, на островах Пуерто-Рико й Тайвань, Філіппінських островах.

## Тримання в акваріумі
Необхідна ємність від 300 літрів. На дно насипають суміш великого і середнього піску. Уздовж заднього скла висаджують рослини з великим листям або довгими стеблами. Попри значні розміри, соми належать до рослинності делікатно — не мнуть і не ламають їх. З декорацій в акваріум поміщають великі гіллясті корчі.
Неагресивні риби. Утримувати можна по 2-3 особини. В акваріумі активні вдень. Годують сомів свіжими овочами. 30 % раціону складає живий харч або замінники. З технічних засобів знадобиться внутрішній фільтр середньої потужності, компресор. Температура тримання повинна становити 22-26 °C.

## Види
- Pterygoplichthys ambrosettii
- Pterygoplichthys anisitsi
- Pterygoplichthys disjunctivus
- Pterygoplichthys etentaculatus
- Pterygoplichthys gibbiceps
- Pterygoplichthys joselimaianus
- Pterygoplichthys lituratus
- Pterygoplichthys multiradiatus
- Pterygoplichthys pardalis
- Pterygoplichthys parnaibae
- Pterygoplichthys punctatus
- Pterygoplichthys scrophus
- Pterygoplichthys undecimalis
- Pterygoplichthys weberi
- Pterygoplichthys xinguensis
- Pterygoplichthys zuliaensis